# Daan Stuyven
Daniël (Daan) Stuyven (Leuven, 24 september 1969) is een Belgische zanger, gitarist en componist.

## Levensloop

### Jeugd
Stuyven werd geboren in een welgesteld gezin waar de moeder kostwinner was. Ze had een eigen winkel voor de gegoede klant. Toen Stuyven 15 was scheidden zijn ouders. Hij werd gemotiveerd om muzikant te worden door Jan Matthys. Als kind leerde hij gitaar, piano en drums spelen. Omdat hij echter niet vermoedde dat hij als rockartiest een carrière kon uitbouwen volgde hij eerst een grafische opleiding.

### Begin carrière
Eind jaren tachtig belandt Daan Stuyven met de groep Citizen Kane in de Humo's Rock Rally-finale. Met Running Cow proeft hij daarna even van het succes dankzij de radiohit Gasoline On Fire. Pers en publiek hebben het niet begrepen op het album Modern Times van zijn volgende groep Volt en het nieuwe muziekproject blijft zonder gevolg. Hij blijft intussen aan de slag als grafisch vormgever in de muziekindustrie en ontwerpt cd-hoezen voor tal van groepen.
Stuyven liet de muziekwereld nooit helemaal los. Begin 1997 ontmoette hij ex-dEUS-gitarist Rudy Trouvé met wie hij de experimentele-rockband Dead Man Ray oprichtte. De groep debuteerde op het muziekfestival De Nachten in Antwerpen en zou de volgende jaren de Belgische cultscene beheersen.

### DAAN
Stuyvens creatieve honger en zijn zwak voor popmuziek leidt tot de eerste solo-cd Profools, die in 1999 onder de naam "DAAN" wordt uitgebracht. Het is een neerslag van eigen songs die hij tussen 1993 en 1999 opgenomen heeft. De invloed van Dead Man Ray is nog duidelijk voelbaar, al staan er enkele elektronische stukken in de tracklist.
De tweede cd, Bridge Burner (2002), betekent de grote doorbraak voor zijn soloproject. Dat is enerzijds te danken aan het feit dat Stuyven kiest om meer in de richting te gaan van elektronisch getinte dansmuziek. Anderzijds besluit Dead Man Ray rond deze periode om een tijdelijke rustpauze in te lassen.
In 2004 komt Victory uit. Stuyven gaat verder de weg op die hij met Bridge Burner insloeg maar verlegt zijn artistieke grenzen door te experimenteren met rock en dance. Ook deze cd blijkt een schot in de roos: Stuyven haalt goud en wint bovendien de ZAMU Award voor beste album van 2004. De titelsong Victory en het instrumentale dansnummer Housewife halen eveneens goud en bezorgen hem live een sterke reputatie.

#### Filmmuziek
In het najaar van 2005 verschijnt Cinema, een compilatie-cd met filmmuziek die Stuyven maakte voor de bioscoop- en televisiefilms Verboden te zuchten, Meisje, Un honnête commercant en Suspect.
Camera, zijn eerste dvd, verschijnt in het voorjaar van 2006 en omvat het AB-concert van december 2005, een RTBF-documentaire en enkele videoclips.

#### The Player
In november 2006 verscheen het vierde album van DAAN, getiteld The Player (PIAS), dat binnen een jaar goud behaalde. De gelijknamige single werd louter op basis van het aantal betaalde downloads een hit in de Ultratop 50. In de tweede single Promis Q verkent Stuyven verder de grenzen van de artistieke correctheid en slaat een brug tussen dance en Duitse schlager.

#### ZAMU
Op de ZAMU Awards van februari 2007 is Stuyven de enige artiest die met vijf nominaties en twee prijzen aan de haal gaat. Zijn hit The Player wordt bekroond als beste videoclip (DOP Carl Rottiers); het publiek selecteert het nummer als de beste song van 2006.
Stuyven brengt er onverwachts de evergreen De lichtjes van de Schelde in duet met de componist Bobbejaan Schoepen, die er zelf een Lifetime Achievement ZAMU Award in de wacht sleept. In maart 2007 brengt Stuyven het lied tot in de finale van het VRT-programma Zo is er maar één, dat op zoek gaat naar het mooiste Nederlandstalige lied. Het wordt ook het vaste bisnummer tijdens een tournee in 2007, de grootste tot dan toe.
In de zomer van 2008 volgt er een extra tournee door België. In het spoor daarvan vindt een aantal concerten plaats waarin Stuyvens vergeten werk uit de periode van Volt, Dead Man Ray, Supermarx en Running Cow een eigen en hedendaagse vorm geeft.

#### Manhay
Op 25 april 2009 verscheen het vijfde album van DAAN, Manhay. Synthesizers spelen op dit album een minder prominente rol dan op eerder werk van Stuyven. Gitaar, piano en zang voeren de boventoon. Bij de verschijning van deze nieuwe plaat hoort ook een clubtournee doorheen Vlaanderen.
Het album stond dat jaar sinds het uitkwam onafgebroken in Humo's top 20 van Belgische albums.

#### Music Industry Awards
Op 8 januari 2010 waren Stuyven en de groep Absynthe Minded de grote winnaars van de MIA's 2009, met ieder vier prijzen. Stuyven won de belangrijke MIA voor beste mannelijke soloartiest en bemachtigde verder de prijzen voor beste auteur/componist, beste videoclip met Exes en beste grafisch ontwerp met Manhay. Voor de MIA's 2010 was Stuyven opnieuw bij de winnaars. Op 7 januari 2011 behaalde hij de belangrijke MIA voor beste mannelijke soloartiest, net als het jaar ervoor.
Het album Simple werd uitgebracht op 26 november 2010. Het bevat voornamelijk herwerkte versies van oudere nummers van DAAN en twee nieuwe nummers (Protocol en I'm What You Need). Alle nummers worden uitgevoerd door Daan (zang, piano, gitaar), Isolde Lasoen (drum, zang) en cellist Jean-François Assy (cello, backing vocals). Bij het album hoort ook een theatertour, weliswaar zonder de volledige liveband, maar met Stuyven, Lasoen en Assy.
In 2011 kwam het album Concert uit. In april 2013 volgde het album Le Franc Belge.

### Bobbejaan
In mei 2008 werd Stuyven gastzanger op de plaat Bobbejaan (PIAS), waarvan hij ook het ontwerp verzorgde. Bobbejaan Schoepen liet de zang over aan Stuyven voor een van zijn onuitgegeven nummers Flower of Shanghai (tekst door zoon Tom Schoepen). Het lied werd die zomer onverwacht een radiohit.
Stuyven bracht ook op 2 oktober 2009 een drietal nummers op een eenmalig huldeconcert voor Bobbejaan Schoepen, waaronder het amoureuze lied Mooi is het leven met jou, een duet met de Belgische mezzosopraan Elise Caluwaerts (gewoonlijk in de uitvoering van Schoepen en zijn vrouw Josée, een voormalig operazangeres).

### Documentaire
In november 2009 zond de televisiezender Canvas in de reeks Belpop een documentaire uit over Stuyvens carrière. Daarin werd uitgebreid ingegaan op de voorgeschiedenis van alle muzikale projecten waarbij hij tot dan toe betrokken was geweest.

### Jaren 2010
DAAN gaf in december 2011 een dakconcert voor de laatste editie van Music for life.
In augustus 2013 was er een incident toen Stuyven dronken op het podium stond op het festival Linkerwoofer. Na een half uur stapten de bandleden op en werd het concert stilgelegd.

## Trivia
- Daan Stuyven kwam in 2006 onder vuur te liggen vanwege een interview met De Standaard[9] bij de herdenking van de terroristische aanslagen op 11 september 2001: Toen het eerste vliegtuig insloeg, dacht ik 'eindelijk!' en ben ik een bak bier gaan halen. Mijn eerste reactie was: 'de Amerikanen krijgen een koekje van eigen deeg. Het duurde een halfuur voor de omvang van de aanslagen inzonk. We hebben die dag nog wel vijf uur zoekgemaakt met zappen en discussiëren.[10]
- Stuyven is te horen op het album No More Sweet Music van Hooverphonic. In de door Alex Callier herwerkte versie van het nummer 'Ginger' verzorgde hij de zangpartij.
- Voor de krant De Standaard schreef Stuyven een lied gericht aan Bart De Wever. Dit naar aanleiding van de aanslepende regeringsformatie in België, één jaar na de verkiezingen. Het lied Landmijn werd een protestsong, met onder meer de zinsnede "Jouw land is niet mijn land. Want jouw land is een landmijn".[11] Stuyven werkte eerder ook al mee aan de pro-Belgische Belgavoxconcerten.
- Daan Stuyven verzorgde de vertelstem van Het goddelijke monster, een tv-reeks die vanaf september 2011 liep op Eén.
- In de Hongaarse film Éden, die in 2020 in de zalen kwam, vertolkt Daan Stuyven een psychiater. Het is zijn eerste grote filmrol.